# Johann Ludwig Christ
Johann Ludwig Christ (18 oktober 1739, Öhringen - 19 november 1813 in Kronberg im Taunus) was een Duitse pastoor, natuuronderzoeker, botanicus en entomoloog.
Hij was een specialist in Hymenoptera (vliesvleugeligen). In 1791 publiceerde hij Naturgeschichte, Klassifikation und Nomenklatur der Insekten vom Bienen, Wespen und Ameisengeschlecht en hij was de eerste persoon die de Franse veldwesp (Polistes dominula) beschreef. Hij bestudeerde ook fruitbomen en schreef Vollständige Pomologie (2 delen, 1809-1822).
- Digitale Bibliotheek voor de Nederlandse Letteren: chri019
- Stuttgart Database of Scientific Illustrators 1450–1950: 5462
- Gemeinsame Normdatei: 118676024
- International Standard Name Identifier: 0000 0001 0908 1407
- Library of Congress Control Number: nr96003714
- Nationale Bibliotheek van Tsjechië: mzk2008479838
- Nationale Bibliotheek van Israël: 987007291032605171
- Nationale Bibliotheek van Polen: a0000001050091
- Nederlandse Thesaurus van Auteursnamen: 071120033
- Système universitaire de documentation: 221405291
- Virtual International Authority File: 62342614
- WorldCat: E39PBJwHgWfXV9FwKkYfKtjV4q